# پیلنویل (نیویورک)
پیلنویل (به انگلیسی: Palenville) یک منطقهٔ مسکونی در ایالات متحده آمریکا است که در شهرستان گرین، نیویورک واقع شده‌است. پیلنویل ۸٫۶۴ کیلومتر مربع مساحت و ۱٬۰۳۷ نفر جمعیت دارد و ۱۷۳ متر بالاتر از سطح دریا واقع شده‌است.